# Oeneis pumila
Oeneis pumila är en fjärilsart som beskrevs av Otto Staudinger 1892. Oeneis pumila ingår i släktet Oeneis och familjen praktfjärilar. Inga underarter finns listade i Catalogue of Life.